# Gisseberget

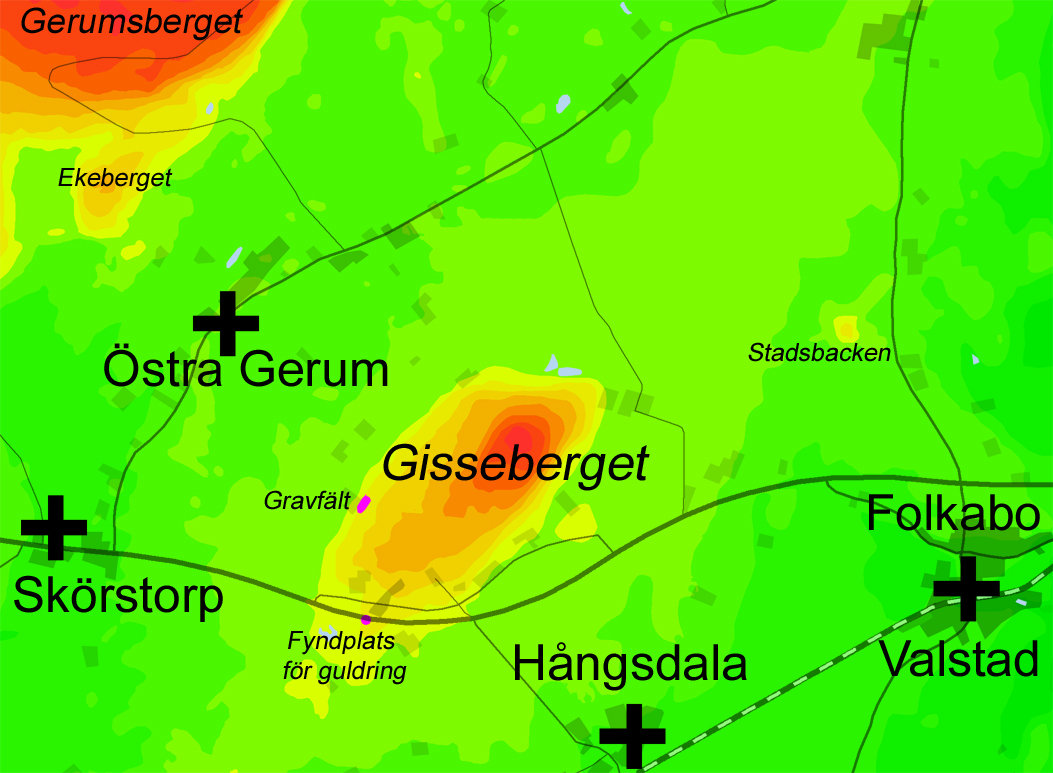
Karta över Gisseberget med omgivningar.

Gisseberget är ett av Västergötlands minsta platåberg ytmässigt, men samtidigt ett av de högsta med sina 327 meter över havet. Berget ligger i Tidaholms kommun i Västra Götalands län, Sverige. Kommungränsen till Falköpings kommun går dock vid bergets fot. Berget ligger på gränsen mellan Östra Gerums socken och Hångsdala socken, båda i Vartofta härad. Småorten Folkabo ligger 2 km öster om berget. Länsväg 193 mellan Falköping och Tidaholm går förbi strax söder om berget. En gammal marknadsplats har legat vid Gisseberget.
Gisseberget består av sedimentära bergarter, som avlagrades under en tidsperiod från kambrium till silur, och som under perm täcktes av ett intruderande täcke av diabas. Under diabashättan finns ett lager lerskiffer och därinunder finns kalksten. Gisseberget tillhör samma kalkstensplatå som Gerumsberget, Varvsberget och Plantaberget.
På den lägre delen av Gissebergets västra sluttning finns ett gravfält med fyra gravhögar och cirka 26 runda stensättningar. Gravfältet dateras troligen till yngre järnålder. En fingerring av guld hittades 1906 vid Kronogården i Hångsdala socken strax sydväst om berget. Ringen är av ormhuvudtyp, väger 27,85 gram och är daterad till romersk järnålder. Ringen finns utställd i Guldrummet på Historiska museet i Stockholm.
Gissebergets namn är känt sedan 1655 då det skrevs Geseberg. En gammal marknadsplats, Heligestads kyrka och tingsplats har legat vid Hasslekärr, Gisseberg enligt Sahlström, Falköping genom tiderna, band 1, 1940. Marknaderna flyttades till Falköping i slutet av 1500-talet respektive 1610 (ibid.).Betydelsen är okänd.